# Championnat des îles Féroé de football 1969
Navigation
Meistaradeildin 1968 Meistaradeildin 1970
La saison 1969 du Championnat des îles Féroé de football était la 27e édition de la première division féroïenne à poule unique, la Meistaradeildin. Les cinq meilleurs clubs du pays jouent les uns contre les autres à deux reprises durant la saison, à domicile et à l'extérieur. 
C'est le KÍ Klaksvík qui remporte le titre cette année après avoir terminé en tête du classement, avec quatre points d'avance sur le HB Tórshavn.
C'est le 13e titre de champion de l'histoire du club qui ne réalise pas le doublé en ne remportant pas la Coupe des Îles Féroé. Elle revient à son dauphin le HB Tórshavn.

## Les clubs participants
| \| B36 HB KÍ TB VBV \| Localisation des clubs engagés dans le championnat 1969. |
| B36 HB KÍ TB VBV                                                                |

- B36 Tórshavn

- HB Tórshavn

- KÍ Klaksvík - Tenant du Titre

- TB Tvøroyri

- VB Vágur

## Compétition

### Classement[n 1]
| Rang | Équipe          | Pts | J | G | N | P | Bp | Bc | Diff |
| ---- | --------------- | --- | - | - | - | - | -- | -- | ---- |
| 1    | KÍ Klaksvík (T) | 16  | 8 | 8 | 0 | 0 | 25 | 12 | +13  |
| 2    | HB Tórshavn (C) | 12  | 8 | 6 | 0 | 2 | 32 | 13 | +19  |
| 3    | TB Tvøroyri     | 5   | 8 | 2 | 1 | 5 | 12 | 18 | -6   |
| 4    | B36 Tórshavn    | 4   | 8 | 2 | 0 | 6 | 12 | 19 | -7   |
| 5    | VB Vágur        | 3   | 8 | 1 | 1 | 6 | 8  | 27 | -19  |

|  | Vainqueur du championnat 1969                                |
|  | (T) Tenant du titre (C) Vainqueur de la Coupe des îles Féroé |

### Résultats[n 1]
| Résultats (▼dom., ►ext.) | B36 | HB  | KÍ  | TBT | VBV |
| B36 Tórshavn             |     | 1-4 | 1-2 | 1-0 | 5-1 |
| HB Tórshavn              | 2-1 |     | 2-4 | 5-1 | 6-0 |
| KÍ Klaksvík              | 4-2 | 4-3 |     | 4-1 | 3-1 |
| TB Tvøroyri              | 4-1 | 1-3 | 1-2 |     | 3-1 |
| VB Vágur                 | 2-0 | 1-7 | 1-2 | 1-1 |     |

## Bilan de la saison
| Championnat des îles Féroé de football 1969 |                         |
| Champion                                    | KÍ Klaksvík (13e titre) |
| Coupes et trophées                          |                         |
| Vainqueur de la Coupe des îles Féroé 1969   | HB Tórshavn             |
| Qualifications continentales                |                         |
| Promotions et relégations                   |                         |
| Promus en Meistaradeildin                   | non                     |
| Relégués en Meðaldeildin                    | non                     |